# 孤立岩石

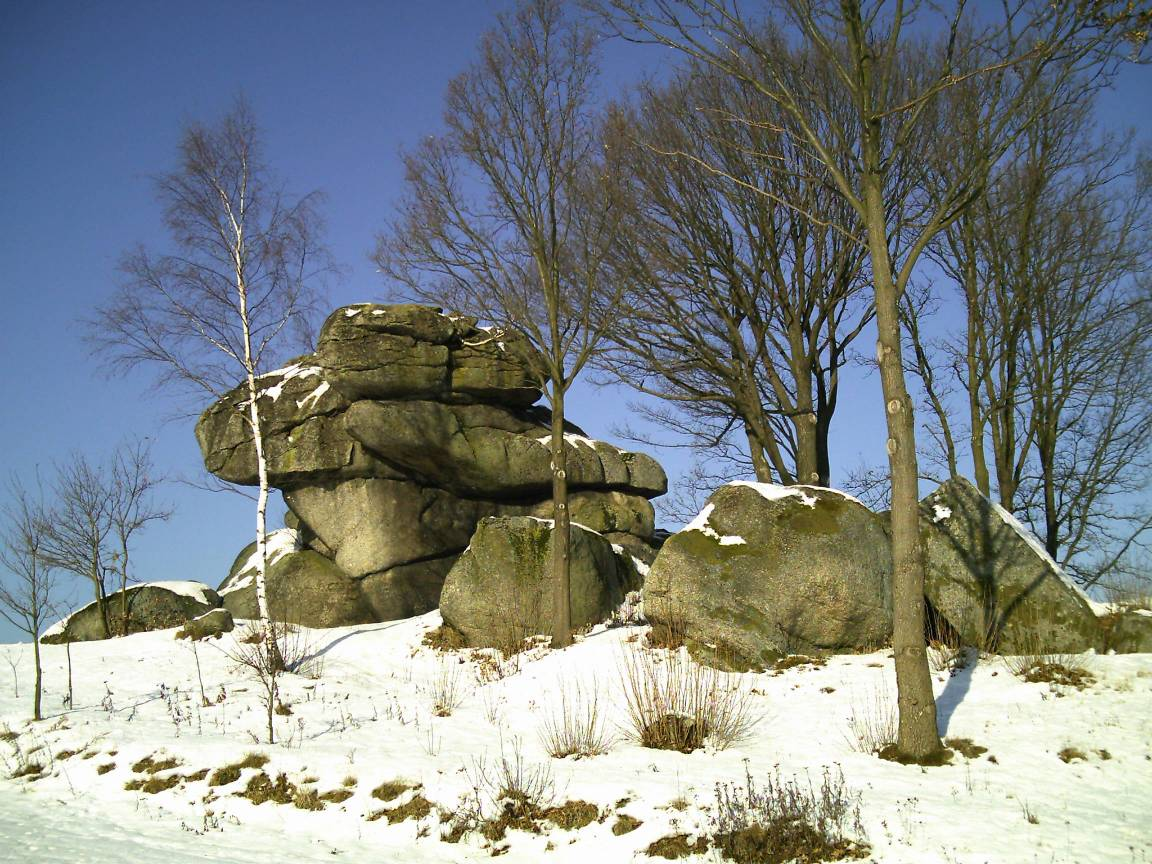
孤立岩石群

孤立岩石（德語：Wolfenstein）是孤立的岩石群，座落在德国巴伐利亞蒂申羅伊特與霍亨瓦特（德語：Hohenwald）地區之間。由於侵蝕作用，這些花崗岩塊袋狀堆積。

## 外部連結
- 岩石照片 （页面存档备份，存于）
- Vereinigung der Freunde der Mineralogie und Geologie Weiden（页面存档备份，存于）
- Bayerisches Geologisches Landesamt
- Stadt Tirschenreuth（页面存档备份，存于）

49°52′9.94″N 12°18′20.04″E / 49.8694278°N 12.3055667°E